# Phường 15 (Quận 4)
Phường 15 is een phường in Ho Chi Minhstad, de grootste stad van Vietnam, die ligt in de overgang van Đông Nam Bộ en de Mekong-delta. Het behoort tot Quận 4, een van de districten van Ho Chi Minhstad.